# Rhipidia (Rhipidia) multipunctigera
Rhipidia (Rhipidia) multipunctigera is een tweevleugelige uit de familie steltmuggen (Limoniidae). De soort komt voor in het Neotropisch gebied.